# Peraza

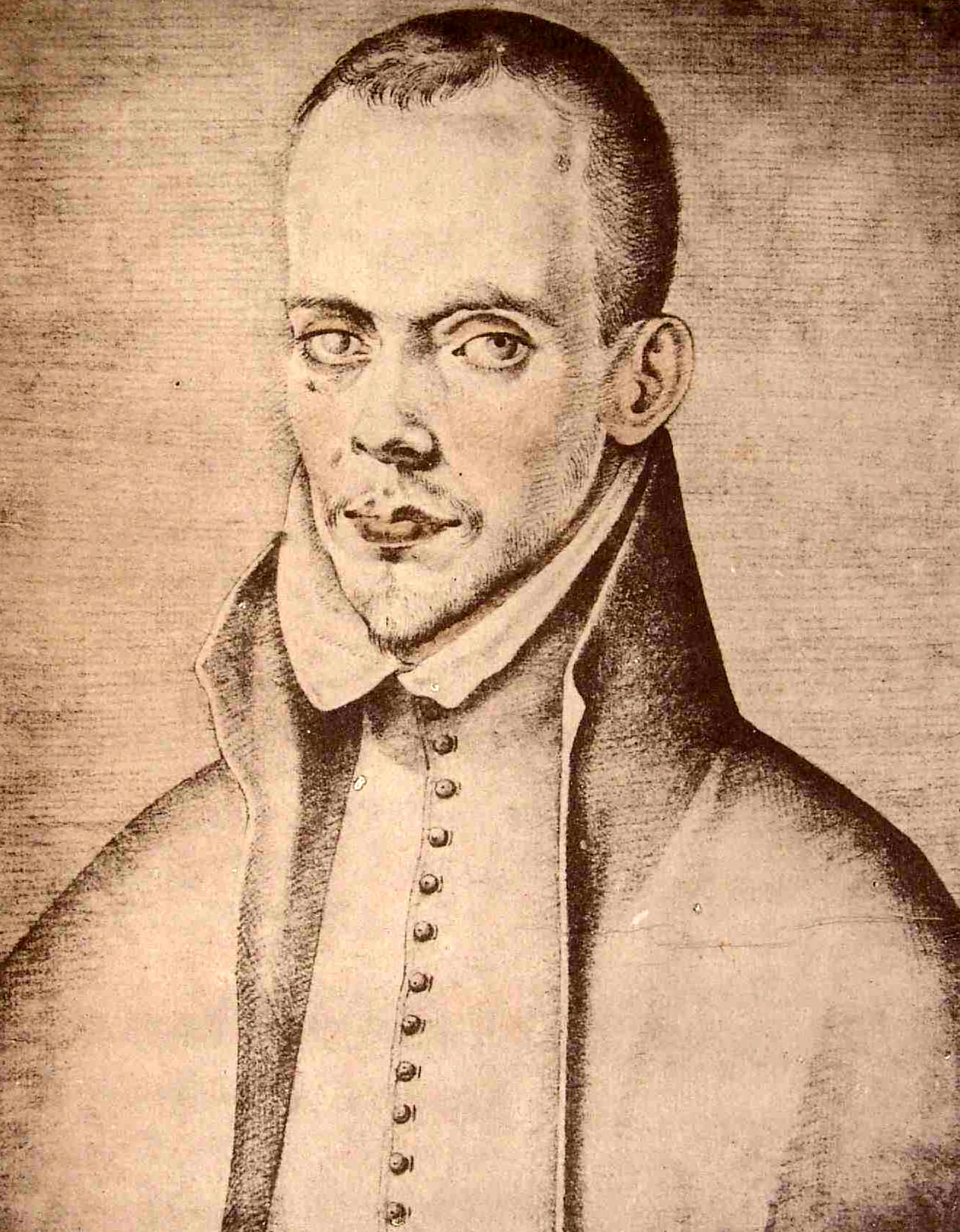
Francisco de Peraza I (1564 1598).

Los Peraza son una familia de organistas y compositores españoles de los siglos XVI y XVII compuesta por los siguientes miembros:
- Jerónimo de Peraza I (Sevilla, c 1550-Toledo, 26 de junio de 1617). Fue organista de la Catedral de Sevilla entre 1573 y 1579 y de la Catedral de Toledo a partir del 27 de noviembre de 1579.
- Francisco de Peraza I (Salamanca, 1564-Sevilla, 23 de junio de 1598), hermano de Jerónimo de Peraza I. Fue organista de la Catedral de Sevilla desde 1584 y muy admirado por sus contemporáneos, entre ellos Francisco Pacheco y Francisco Guerrero que llegó a afirmar que poseía un ángel en cada dedo.
- Jerónimo de Peraza II (Toledo, 1574-Palencia, 21 de julio de 1604), tradicionalmente considerado sobrino de Jerónimo de Peraza I, se ha comprobado documentalmente que en realidad fue su hijo. Obtuvo el nombramiento de organista de la Catedral de Palencia en 1594, el 26 de junio de 1603 tocó con motivo de la visita a Palencia del rey Felipe III.[2]
- Francisco de Peraza II (Sevilla, 1595-Madrid, después de 1635), hijo de Francisco de Peraza I. Fue el organista de la Catedral de Toledo, obteniendo la plaza tras una prueba realizada el 6 y 7 de marzo de 1618 en la que se enfrentó a Francisco Correa de Arauxo. Tras renunciar al puesto el 9 de septiembre de 1621, fue organista de la Catedral de Cuenca y del Real Convento de la Encarnación en Madrid.